# Хотьковское сельское поселение
Хотьковское се́льское поселе́ние — муниципальное образование в Шаблыкинском районе Орловской области Российской Федерации.
Административный центр — село Хотьково.

## История
Хотьковский сельский совет депутатов трудящихся образован на территории с. Хотьково в 1924 году. На территории Хотьковского сельского Совета в 1924 году было образовано 4 сельских Совета: Хотьковский, Глинский, Семёновский, Кремлёвский.
В июне 1954 года Семёновский и Глинский сельские Советы объединены в один Семёновский сельский Совет с центром с. Семёновка. Хотьковский и Кремлёвский сельские Советы - в один Хотьковский с центром с. Хотьково..
В марте 1960 года были объединены Хотьковский и Семёновский сельские Советы в один Хотьковский сельский Совет с центром п. Сельстрой. В Хотьковский сельский Совет вошли населённые пункты: с. Хотьково, д. Окаленка, д.Башкирево, п. Кресты, п. Сельтрой, д. Маговка. д. Кремль, п. Куркаты,  п. Литвиново, д. Провалы, д. Кривошеево, с. Глинки, с. Семёновка, д. Юрасово, д. Яхонтово.
Современный статус и границы сельского поселения установлены Законом Орловской области от 12 августа 2004 года № 419-ОЗ «О статусе, границах и административных центрах муниципальных образований на территории Шаблыкинского района Орловской области».

## Население
| 2010 | 2012  | 2013  | 2014 | 2015 | 2016 | 2017 |
| ---- | ----- | ----- | ---- | ---- | ---- | ---- |
| 1103 | ↘1057 | ↘1031 | ↘994 | ↘983 | ↘981 | ↘979 |
| 2018 | 2019  | 2020  | 2021 | 2023 |      |      |
| ↘964 | ↗967  | ↘944  | ↘759 | ↘738 |      |      |

## Состав сельского поселения
| №  | Населённый пункт | Тип населённого пункта       | Население |
| -- | ---------------- | ---------------------------- | --------- |
| 1  | Башкирёво        | деревня                      | 1         |
| 2  | Глинки           | село                         | 1         |
| 3  | Дюкарево         | деревня                      | 11        |
| 4  | Кремль           | деревня                      | 12        |
| 5  | Кресты           | деревня                      | 0         |
| 6  | Кривошеево       | деревня                      | 1         |
| 7  | Маговка          | деревня                      | 1         |
| 8  | Окалёнка         | деревня                      | 15        |
| 9  | Прудки           | деревня                      | 1         |
| 10 | Сельстрой        | посёлок                      | ↘287      |
| 11 | Семёновка        | село                         | 1         |
| 12 | Хотьково         | село, административный центр | ↘765      |
| 13 | Юрасово          | деревня                      | 1         |
| 14 | Яхонтово         | деревня                      | 1         |

## Образование
На территории поселения функционирует Хотьковская средняя общеобразовательная школа имени Н.А. Володина, детский сад «Солнышко» в с. Хотьково и п. Сельстрой.